# Чомська сільська рада
| Чомська сільська рада — колишній орган місцевого самоврядування у Берегівському районі Закарпатської області з адміністративним центром у с. Чома. Сільській раді підпорядковані населені пункти: - с. Чома |

## Склад ради
Рада складається з 14 депутатів та голови.

## Керівний склад сільської ради
| ПІБ                    | Основні відомості                                                               | Дата обрання | Дата звільнення |
| ---------------------- | ------------------------------------------------------------------------------- | ------------ | --------------- |
| Ковач Світлана Юріївна | Сільський голова, 1964 року народження, освіта, позапартійна                    | 26.03.2006   | 31.10.2010      |
| Ковач Світлана Юріївна | Сільський голова, 1964 року народження, освіта середня спеціальна, позапартійна | 31.10.2010   |                 |

Примітка: таблиця складена за даними джерела